# SMS Lissa
Le SMS Lissa, du nom de la bataille de Lissa, était un navire cuirassé unique construit pour la marine austro-hongroise dans les années 1860 et 1870, le seul membre de sa classe. C'était le premier navire à batterie centrale construit pour l'Autriche-Hongrie, il était armé d'une batterie principale de douze canons de 9 pouces (229 mm) dans une casemate centrale blindée, contrairement aux cuirassés antérieurs à bordées. La construction du navire a duré de juin 1867 à mai 1871 et a été retardée par des déficits budgétaires; le manque de financement a également tourmenté le navire au cours de sa carrière, l'empêchant de jouer un rôle actif dans la flotte. Il a passé la majorité de son temps en service désarmé à Pula, à l'exception d'une longue reconstruction en 1880–1881. Lissa a finalement été rayé de la flotte en 1892 et démantelé à partir de l'année suivante.

## Conception

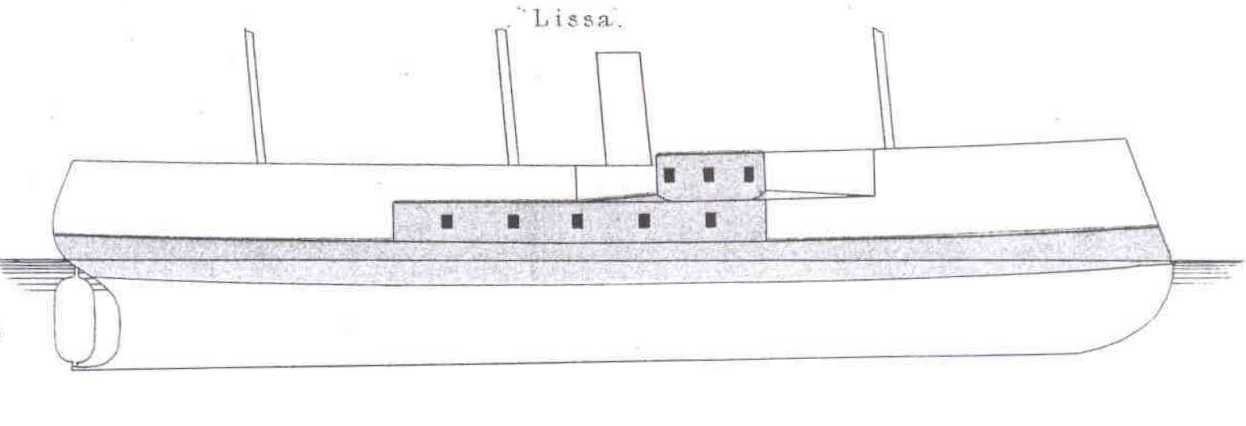
Line-dessin du Lissa

Son projet était assez innovant comparé à d'autres cuirassés austro-hongrois de l'époque. Sa coque et la plupart des ouvrages supérieurs, y compris la casemate, étaient en bois avec des plaques de fer attachées, bien que les côtés à chaque extrémité de la casemate soient en fer forgé. Le navire était équipé d'un éperon de proue.
Outre sa machine à vapeur fournie par sept chaudières produisant une puissance de 3 619 cv pour une vitesse maximale de 24 km/h, le navire était gréée en trois-mâts carré avec une voilure de 3 112 m2. En 1886, son gréement a été considérablement réduit à 1 404 m2,,.
Sa batterie principale de 12 canons de 229 mm à chargement par la culasse. 10 canons était en casemate au-dessus de la ligne de flottaison et les deux autres dans une redoute au-dessus de la casemate. Le navire possédait aussi 4 canons à chargement par la bouche et deux autres plus petits,.